# Bursa Długosza w Krakowie
Bursa Długosza (inne nazwy Bursa Kanonistów, Bursa Prawnicza, Iurisperitorum lub Bursa Juristarium) – bursa dla studentów Uniwersytetu Krakowskiego studiujących prawo kanonicze. Bursa zlokalizowana była przy Zakonie Jezuitów na ul. Grodzkiej 52–54 w miejscu obecnego ogrodu obok Collegium Broscianum (dokładnie w obrębie dawnych zabudowań klasztornych). Została ufundowana w 1471 przez Jana Długosza, zlikwidowano ją w 1832, a zburzono w 1842–1843. W Collegium Maius zachowały się dwa portale i tablica erekcyjna z tej bursy.